# Hans Mielich

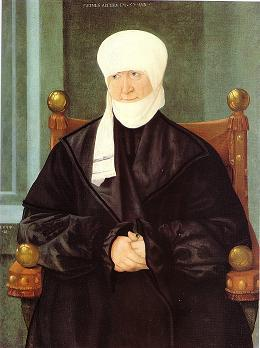
Retrat d'una dona de 57 anys, fet per Hans Mielich i actualment exposat al Mnac.

Hans Mielich, també escrit Muelich o Müelich (Múnic, 1516 - 10 de març de 1573) fou un pintor alemany, especialista en composicions religioses, pintor de la cort d'Albert V, duc de Baviera.
Va aprendre l'ofici amb el seu pare, Wolfgang Mielich, un dels pintors municipals de Múnic i va completar els seus estudis de pintura amb Albrecht Altdorfer a Regensburg. El 1541 va viatjar a Roma amb una comissió del duc Guillem IV de Baviera, on va romandre fins al 1543, quan va tornar a Múnic.
Sempre va signar les seves obres amb el monograma de HM.

## Obra exposada a Catalunya
- Retrat d'una dona de 57 anys. 1539. Col·lecció Thyssen-Bornemisza. Exposat actualment al Museu Nacional d'Art de Catalunya.[1][2]
- Mrs. Tucher. 1551